# Laufen (Bavière)
Pour les articles homonymes, voir Laufen.
Laufen est une ville de Bavière (Allemagne), située dans l'arrondissement du Pays-de-Berchtesgaden, dans le district de Haute-Bavière. Cette localité est située sur la rive gauche de la rivière Salzach — marquant sur cette partie de son cours la frontière entre l'Allemagne et l'Autriche — face à la ville autrichienne d’Oberndorf bei Salzburg située sur la rive droite, à laquelle elle est reliée par un pont métallique routier construit entre 1901 et 1903, le Salzachbrücke (de). 